# Savin Hill (MBTA-Station)
Savin Hill ist der Name einer U-Bahn-Station der Massachusetts Bay Transportation Authority (MBTA) im Bostoner Stadtteil Dorchester im Bundesstaat Massachusetts der Vereinigten Staaten. Sie bietet im gleichnamigen Bezirk Zugang zum Ashmont-Zweig der Linie Red Line.

## Geschichte
Im November 1845 wurde eine Station namens Savin Hill in der Nähe des heutigen U-Bahnhofs für die Old Colony Railroad errichtet. Im Dezember 1872 eröffnete die Gesellschaft ihren Shawmut-Zweig nach Milton und brachte damit auch den Schienenpersonennahverkehr nach Savin Hill – in diesem Zuge wurde das Bahnhofsgebäude an seine heutige Position verlegt. Im September 1926 wurde der Betrieb auf der Strecke eingestellt, und die Boston Elevated Railway, die die Linie gekauft hatte, begann mit dem Ausbau der Strecke. Der U-Bahnhof wurde an gleicher Stelle neu als Teil der Erweiterung des Cambridge-Dorchester-Tunnels gebaut und am 5. November 1927 gemeinsam mit den Stationen Columbia und Fields Corner eröffnet. Von 2004 bis 2005 erfolgte ein vollständiger Neubau des U-Bahnhofs, um ihn im Einklang mit dem Americans with Disabilities Act barrierefrei zugänglich zu machen.

## Bahnanlagen

### Gleis-, Signal- und Sicherungsanlagen
Der U-Bahnhof verfügt über zwei Gleise, die über einen Mittelbahnsteig zugänglich sind. Auf außerhalb parallel verlaufenden Gleisen verkehren der Braintree-Zweig der Red Line und einige Linien der MBTA Commuter Rail, ohne in Savin Hill zu halten.

### Gebäude
Der U-Bahnhof befindet sich an der Adresse 121 Savin Hill Avenue. Er ist vollständig barrierefrei zugänglich.

## Umfeld
An der Station besteht ein indirekter, da 0,1 mi (0,2 km) vom Bahnhofsgebäude entfernt gelegener Anschluss an eine Buslinie der MBTA, darüber hinaus stehen 20 kostenpflichtige Park-and-ride-Parkplätze zur Verfügung.